# Харченко Василь Іванович
Василь Іванович Ха́рченко (нар. 14 січня 1910, Кам'янка — пом. 26 жовтня 1971, Київ) — український радянський театральний режисер і педагог, народний артист УРСР з 1954 року.

## Біографія
Народився 1 [14] січня 1910 року в місті Кам'янці (тепер Черкаської області). В 1933 році закінчив Київський музично-драматичний інститут імені М. Лисенка. Працював актором і режисером Українського драматичного театру імені М. Заньковецької в Запоріжжі, з 1944 року у Львові.
У 1947–1952 роках — мистецький керівник Львівського театру юного глядача, у 1952–1956 роках — головний режисер Львівського театру опери та балету, з 1957 року — головний режисер Київського театру музичної комедії. Одночасно професор і проректор Київського державного інституту театрального мистецтва імені І. Карпенка-Карого.

Могила Василя Харченка

Помер 26 жовтня 1971 року в Києві. Похований в Києві на Байковому кладовищі (ділянка № 21).

## Творчість
Вистави:
- «Отелло» (В. Шекспіра);
- «Свіччине весілля» (І. Кочерги);
- «Мужицький посол» (Л. Смілянського);
- «Уріель-Акоста» (К. Гуцкова);

Опери:
- «Катерина» (М. Аркаса);
- «Тихий Дон» (І. Дзержинського) та інші.